# نواز شريف
ميان محمد نواز شريف المعروف بنواز شريف (بالأردو:میاں محمد نواز شریف) (ولد 25 ديسمبر، 1949 في لاهور) هو سياسي ورجل أعمال باكستاني. ورئيس حزب الرابطة الإسلامية الباكستانية (ن)، رئيس وزراء باكستان لثلاث مرات غير متتالية، أول فترة كانت من 1 نوفمبر 1990 إلى 18 يوليو 1993، والثانية من 17 فبراير 1997 إلى 12 أكتوبر 1999 عندما أطيح به في انقلاب عسكري أبيض قاده برويز مشرف، ثم نُفي خارج بلاده بعد أن حُكم عليه بالسجن مدى الحياة بتهمة الخطف والإرهاب لأنه رفض السماح لطائرة تقل مشرف بالهبوط في باكستان، كما أدين بتهم تتعلق بالفساد، وحرم من كافة الأنشطة السياسية. عاد إلى باكستان منهياً منفاه في السعودية في 25 نوفمبر/ تشرين الثاني 2007، بعد أن أصدرت المحكمة الدستورية العليا بإسلام آباد قرارا يسمح بعودته وأسرته للبلاد.
عاد لمنصب رئاسة الوزراء عقب انتخابه من قبل البرلمان الباكستاني في 4 يونيو 2013 بعد نيله 244 صوتًا في البرلمان.
وبذلك تولى رئاسة الوزراء للمرة الثالثة والأخيرة من 7 يونيو 2013م إلى 28 يوليو 2017 ، عندما استقال من منصبه إثر إدانة المحكمة العليا إياه بتهم فساد متعلقة بتسريبات أوراق بنما والتهرب الضريبي والحكم بعدم أهليته للبقاء في منصبه،
حُكم عليه في 5 يوليو 2018 بالسجن لمدة 10 سنوات بتهم الفساد.

## روابط خارجية
- نواز شريف على موقع IMDb (الإنجليزية)
- نواز شريف على موقع الموسوعة البريطانية (الإنجليزية)
- نواز شريف على موقع مونزينجر (الألمانية)
- نواز شريف على موقع إن إن دي بي (الإنجليزية)
- نواز شريف على موقع إي آس بي آن كريك إنفو (الإنجليزية)